# Gönc
Gönc (en eslovaco: Gynec) es una ciudad del condado de Borsod-Abaúj-Zemplén, en el norte de Hungría, a 55 kilómetros de la capital del condado, Miskolc. Es la ciudad más septentrional de Hungría y la segunda más pequeña del condado con el estatus de ciudad.

## Historia
Gönc ha estado habitada desde la conquista de Hungría. En la Edad Media fue una propiedad real y una importante ciudad comercial.
Entre 1570 y 1647, fue la sede del condado de Abaúj y, como resultado, se convirtió en una ciudad comercial en constante crecimiento. Aunque las tierras de esta región pertenecían a terratenientes magiares, Gönc era una posesión de la corona. En el siglo XIII, la corte invitó a artesanos alemanes a establecerse en Gönc, como era habitual en muchos otros asentamientos. Como resultado, la aldea quedó cada vez más dominada por los nuevos colonos.
Durante la época de la Reforma, Gönc se convirtió en un centro cultural. Fue aquí donde Gáspár Károli, la primera persona en traducir la Biblia al húngaro en 1590, ejerció como ministro. Se le conmemora con una estatua frente a la iglesia calvinista. En 1687, el colegio protestante de Sárospatak se trasladó temporalmente a Gönc.
Tras el Tratado de Trianón, Hungría perdió sus partes septentrionales y Gönc quedó cerca de la nueva frontera, perdiendo su importancia en el comercio.
En 2001 Gönc recuperó el estatus de ciudad.